# Шармоа (Саона и Лоара)
Шармоа (фр. Charmoy) насеље је и општина у источном делу централне Француске у региону Бургоња, у департману Саона и Лоара која припада префектури Отен.
По подацима из 2011. године у општини је живело 270 становника, а густина насељености је износила 6,83 становника/km². Општина се простире на површини од 39,54 km². Налази се на средњој надморској висини од 310 метара (максималној 643 m, а минималној 295 m).

## Демографија
| 1962. | 1968. | 1975. | 1982. | 1990. | 1999. | 2011. |
| ----- | ----- | ----- | ----- | ----- | ----- | ----- |
| 285   | 312   | 311   | 262   | 282   | 279   | 270   |

График промене броја становника у току последњих година